# Villebarou
Villebarou település Franciaországban, Loir-et-Cher megyében. Lakosainak száma 2558 fő (2022. január 1.). Villebarou Blois, La Chaussée-Saint-Victor, Fossé, Marolles, Saint-Denis-sur-Loire, Saint-Sulpice-de-Pommeray és Villerbon községekkel határos.

## Népesség
A település népessége az elmúlt években az alábbi módon változott:
| Lakosok száma | 1307 | 1573 | 1793 | 2550 | 2529 | 2478 | 2460 | 2463 | 2490 | 2558 |
|               | 1968 | 1982 | 1990 | 2006 | 2013 | 2015 | 2017 | 2019 | 2020 | 2022 |